# 刘迎 (金朝)
刘迎（?—?），字无党，号无诤居士。东莱（今山东掖县）人。金代诗人。
早年是唐州幕官。大定十三年（1173年）以荐书对策第一，次年中进士，授豳王府记室，改任太子司经。大定二十年（1180年）扈驾凉陉，以病卒。元好问在《中州集》中选其诗76首。其词二首见於《中州乐府》。
清人陶玉禾稱：“金诗推刘迎、李汾，而迎七古尤擅场，苍莽朴直中语皆有关系，不为苟作，其气骨固给予高也”。
掖县人刘迎家族是宋时的莱州名门望族。《郑文公下碑》后有题跋，说：“政和甲午四月中澣，登云峰观巨浸，由东城览刘氏园亭而归”。此所谓刘氏园亭，即刘迎之家。现刘迎家族族人的墓志已从此出土。其祖父刘助，封彭城侯，其墓志文约三千字，具极重要的文献价值。